# Gholamreza Takhti
Gholamreza Takhti, Spitzname Jahan-Pahlavan (deutsch Der Weltheld, persisch غلامرضا تختی Gholamreza Tachti, * 27. August 1930 in Khānīābād, Teheran; † 7. Januar 1968 in Teheran) war ein iranischer Freistilringer. Er war Teilnehmer an den Olympischen Sommerspielen 1952 in Helsinki, 1956 in Melbourne, 1960 in Rom und 1964 in Tokio.

## Leben
Gholamreza Takhti hatte vier Geschwister, zwei Brüder und zwei Schwestern. Nach dem Besuch der Grundschule arbeitete er als Zimmermann und begann in seiner Freizeit zu ringen. Mit 19 verließ er Naziabad und begann eine Tätigkeit bei der Eisenbahn. Aus seinem Einkommen finanzierte er sein weiteres Training. Seine Fortschritte waren enorm: nur zwei Jahre später gewann er bei den Ringer-Weltmeisterschaften 1951 in Helsinki die Silbermedaille im Mittelgewicht.
Takhti nahm an vier Olympischen Sommerspielen teil und gewann dabei eine Gold- (1956 – Halbschwergewicht) und zwei Silbermedaillen (1952 – Mittelgewicht, 1960 – Halbschwergewicht), bei den Spielen im Jahr 1964 wurde er Vierter.
Er gewann auch zwei Gold- (1959 in Teheran, 1961 in Yokohama) im Halbschwergewicht und zwei Silbermedaillen (1951 in Helsinki, 1962 in Toledo) bei Weltmeisterschaften im Mittel- und Halbschwergewicht.
Am 7. Januar 1968 verließ Takhti nach einem Streit mit seiner Frau sein Haus, ging zum Notar und machte sein Testament. Am Morgen des 8. Januar 1968 fand man ihn in einem Teheraner Hotel tot auf. Obwohl die Familie von Takhti, insbesondere sein Sohn, mehrfach versichert hatte, dass Gholamreza Takhti Selbstmord begangen hat, hielt sich hartnäckig das Gerücht, er sei vom SAVAK ermordet worden. Al-e Ahmad hatte in einem Essay über Takhti geschrieben, dass ein Volksheld wie er, der ein so feiner Mensch gewesen sei, niemals Selbstmord begehen würde, und schon war das Gerücht von der Ermordung Takhtis geboren. Wie beliebt Takhti war, zeigte sein Trauerzug. Mehr als 400.000 Menschen aus allen Schichten der Bevölkerung kamen zur Bestattung Gholamreza Takhtis.
Gholamreza Takhti galt auf und außerhalb der Ringermatte als fairer und sportlicher Wettkämpfer. Sein ewiger Rivale und Freund, der dreifache Olympiasieger und siebenfache Weltmeister Alexander Wassiljewitsch Medwed aus der Sowjetunion, besuchte mehrmals Takhtis letzte Ruhestätte. Der iranische Ringerverband Iran Amateur Wrestling Federation (IAWF) gedenkt Takhtis mit einem jährlichen Turnier in der Hauptstadt Teheran: "Takhti Wrestling Cup" (deutsch Takhti Ringer-Pokal). Für seine Verdienste um den Ringersport wurde er im September 2007 in die FILA International Wrestling Hall of Fame aufgenommen. Zudem wurde nach ihm das Takhti-Stadion in Teheran benannt.

## Internationale Erfolge
(OS = Olympische Spiele, WM = Weltmeisterschaft, F = Freistil, Mi = Mittelgewicht, HS = Halbschwergewicht, S = Schwergewicht)
- 1951, 2. Platz, WM in Helsinki, F, Mi, mit Siegen über Rasmussen, Dänemark, Göte Ekström, Schweden, Aarno Seppälä, Finnland und einer Niederlage gegen Haydar Zafer, Türkei;

- 1952, Silbermedaille, OS in Helsinki, F, Mi, mit Siegen über Gustav Gocke, Deutschland, León Genuth, Argentinien, André Brumand, Frankreich, Veikko Lahti, Finnland, György Gurics, Ungarn, Haydar Zafer, Türkei und einer Niederlage gegen Dawit  Zimakuridse, UdSSR;

- 1954, 5. Platz, WM in Tokio, F, HS, mit Siegen über Hollander, Neuseeland, Thomas Dole, USA und Niederlagen gegen Viking Palm, Schweden und Adil Atan, Türkei;

- 1955, 2. Platz, Weltjugend-Festspiele in Warschau, F, HS, hinter Boris Kulajew, UdSSR und vor Pehliwanov, Bulgarien;

- 1956, Goldmedaille, OS in Melbourne, F, HS, mit Siegen über Kevin Coote, Australien, Robert Steckle, Kanada, Jacob Louis Theron, Südafrika, Peter Blair, USA, Mitsuhiro Ohira, Japan und Boris Kulajew, UdSSR;

- 1957, 7. Platz, WM in Istanbul, F, S, mit Niederlagen gegen Wilfried Dietrich, Deutschland und Ivan Wychristuk, UdSSR;

- 1958, 1. Platz, Asienspiele in Tokio, F, HS; vor Haruo Takagi, Japan und Hwang Chae-won, Korea

- 1958, 2. Platz, World-Cup in Sofia, F, HS, mit Siegen über Silvano, Italien, Ballo, Rumänien, Petko Sirakow Atanasow, Bulgarien, Karabacak, Türkei und einer Niederlage gegen Anatoli Albul, UdSSR;

- 1959, 1. Platz, WM in Teheran, F, HS, mit Siegen über Bekir Büke, Türkei, György Gurics, Maurice Jacquel, Frankreich, Lucjak Stepczyński, Polen, Boris Kulajew und Petko Sirakow Atanasow;

- 1960, Silbermedaille, OS in Rom, F, HS, mit Siegen über Hermann Van Zyl, Südafrika, Shunichi Kawano, Patrick Parsons, Australien, Gulam Gunga, Afghanistan, György Gurics und einer Niederlage gegen İsmet Atlı, Türkei;

- 1961, 1. Platz, WM in Yokohama, F, Hs, mit Siegen über Herbert Albrecht, DDR, R. Nola, Neuseeland u. Boris Gurewitsch, UdSSR und einem Unentschieden gegen Hasan Güngör, Türkei;

- 1962, 2. Platz, WM in Toledo, F, HS, mit Siegen über Daniel Brand, USA, Javier Peralta, Mexiko, İsmet Atlı, Esko Ojanperä, Finnland, und einer Niederlage gegen Alexander Medwed, UdSSR;

- 1964, 4. Platz, OS in Tokio, F, HS, mit Siegen über Imre Vígh, Ungarn, Kawano, Anthony, Buck, Großbritannien, einem Unentschieden gegen Said Mustafow, Bulgarien und einer Niederlage gegen Ahmet Ayık, Türkei